# Jewel Robbery
Pour plus de détails, voir Fiche technique et Distribution.
Jewel Robbery  est une comédie américaine réalisée par William Dieterle, sortie en 1932.
Ce film est tiré de la pièce de Ladislas Fodor, adaptée en anglais par Bertram Bloch.

## Synopsis
L'action se passe a Vienne au début des années 1930. La baronne Teri von Horhenfels est mariée à un homme riche plus âgé qu'elle. Elle s'ennuie mais profite de la générosité de son époux pour acquérir des fourrures et des bijoux. Elle collectionne également les amants. Un jour par caprice elle se fait acheter une bague de grande valeur (28 carats) chez un célèbre joailler de la place. C'est alors que l'heure de la fermeture de la boutique approche que surgit une bande de voleurs très distingués qui pillent le magasin révolvers en mains mais tout en restant extrêmement courtois. Leur forfait accompli, les voleurs enferment le baron ainsi que le dernier amant de Teri qui se trouvait là également. Le propriétaire du magasin est "invité" à fumer une cigarette à effet euphorisant ce qui le rend inoffensif.. La baronne Teri est fascinée par ce voleur (dont on ne saura jamais le nom) et l'inverse et vrai aussi, ce qui n'empêche pas ce dernier de subtiliser la bague que son mari venait de lui acheter. Elle refuse de se laisser enfermer et le voleur accepte. Une situation que la police trouvera étrange. 
De retour dans sa maison, Terri raconte don aventure à son amie Marianne. Elles entendent des bruits bizarres et se rendent compte que le coffre a été ouvert. Cependant, elles deviennent perplexes et soulagées quand elles constatent que non seulement rien ne manque, mais que la bague a été restituée. L'affaire prenant une tournure inquiétante, Marianne quitte son amie, ce qui permet au voleur de faire son apparition. Arrive alors un inspecteur de police qui accuse Terry de complicité, quand le voleur tente de s'échapper, il est maitrisé par deux policiers.
On s'aperçoit alors que l'inspecteur et les policiers étaient des comparses du voleur et que toute cette mise en scène était destiné à forcer l'enlèvements de Terri qui se retrouve donc dans le repaire du voleur.
Là il lui dit que Vienne devient trop dangereux pour lui et lui donne rendez-vous à son hôtel à Nice. C'est alors que la police (la vraie cette fois-ci) cerne la maison, la bande parvient à s'échapper par les toits, et la police ne trouve à l'intérieur que Terry que le voleur a eu le temps de ligoter pour donner le change. Revenue chez elle, Terri dit qu'elle se sent fatiguée et qu'elle prendrait bien quelques jours de repos… à Nice !

## Fiche technique
- Titre : Jewel Robbery
- Réalisateur :  William Dieterle, assisté de William Keighley
- Scénario : Erwin S. Gelsey
- Musique : Bernhard Kaun, Leo F. Forbstein
- Photographie : Robert Kurrle
- Production : Warner Bros.
- Genre: Comédie de mœurs
- Durée : 70 min
- Date de sortie : 
  - États-Unis : 13 août 1932

## Distribution
- William Powell : Le cambrioleur
- Kay Francis : Baronne Teri von Horhenfels
- Helen Vinson : Marianne
- Hardie Albright : Paul
- Alan Mowbray : Le faux détective Fritz
- Andre Luguet : Le comte Andre
- Henry Kolker : Le baron Baron Franz
- Spencer Charters : Lenz, le gardien de nuit
- Lee Kohlmar : Hollander
- Clarence Wilson  : Le prefet de Police
- Ruth Donnelly : Berta, la femme de chambre de Teri
- Ivan Linow : Chauffeur

## À noter
- Le film a bénéficié d'une réédition en D.V.D en 2013 dans la collection "Les trésors Warner, forbidden Hollywood, films inédits de l'ère pré-code"